# Rubiaceae
Le Rubiacee (Rubiaceae Juss., 1789) sono una famiglia di angiosperme dell'ordine Gentianales che comprende specie prevalentemente legnose. La famiglia è cosmopolita ma la maggior parte delle specie si trovano ai tropici.

## Descrizione

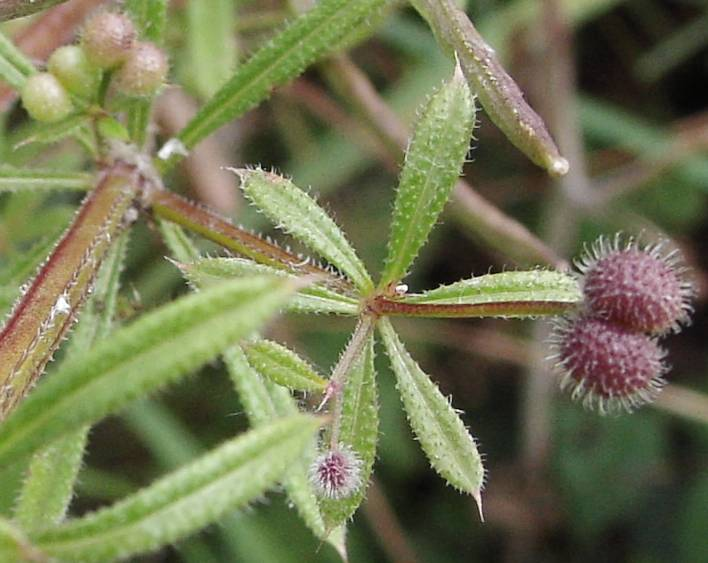
Foglie e frutto di Galium aparine

Le Rubiacee sono generalmente alberi o arbusti, ma anche liane o erbe. Le specie europee sono tutte erbacee.
I fusti giovani (e, in maggioranza, quelli delle specie erbacee a qualunque età) hanno una caratteristica sezione quadrangolare.
Le foglie sono semplici, opposte e stipolate. In alcuni generi (es. Galium) le stipole sono molto sviluppate e simili a foglie tanto da far sembrare le foglie verticillate (pseudoverticilli).
I fiori sono attinomorfi ed ermafroditi con calice spesso ridotto e corolla gamopetala pentamera o tetramera. Gli stami sono epicorollini (inseriti sul tubo corollino alterni ai petali), l'ovario è infero generalmente bicarpellare.
I fiori sono spesso riuniti in infiorescenze di vario tipo.
Il frutto è variabile a seconda dei generi: può essere un achenio (Galium), una capsula (Cinchona), una bacca (Rubia) o anche una drupa. In molte specie, i frutti sono ammassati insieme a formare un sincarpo.

## Distribuzione e habitat

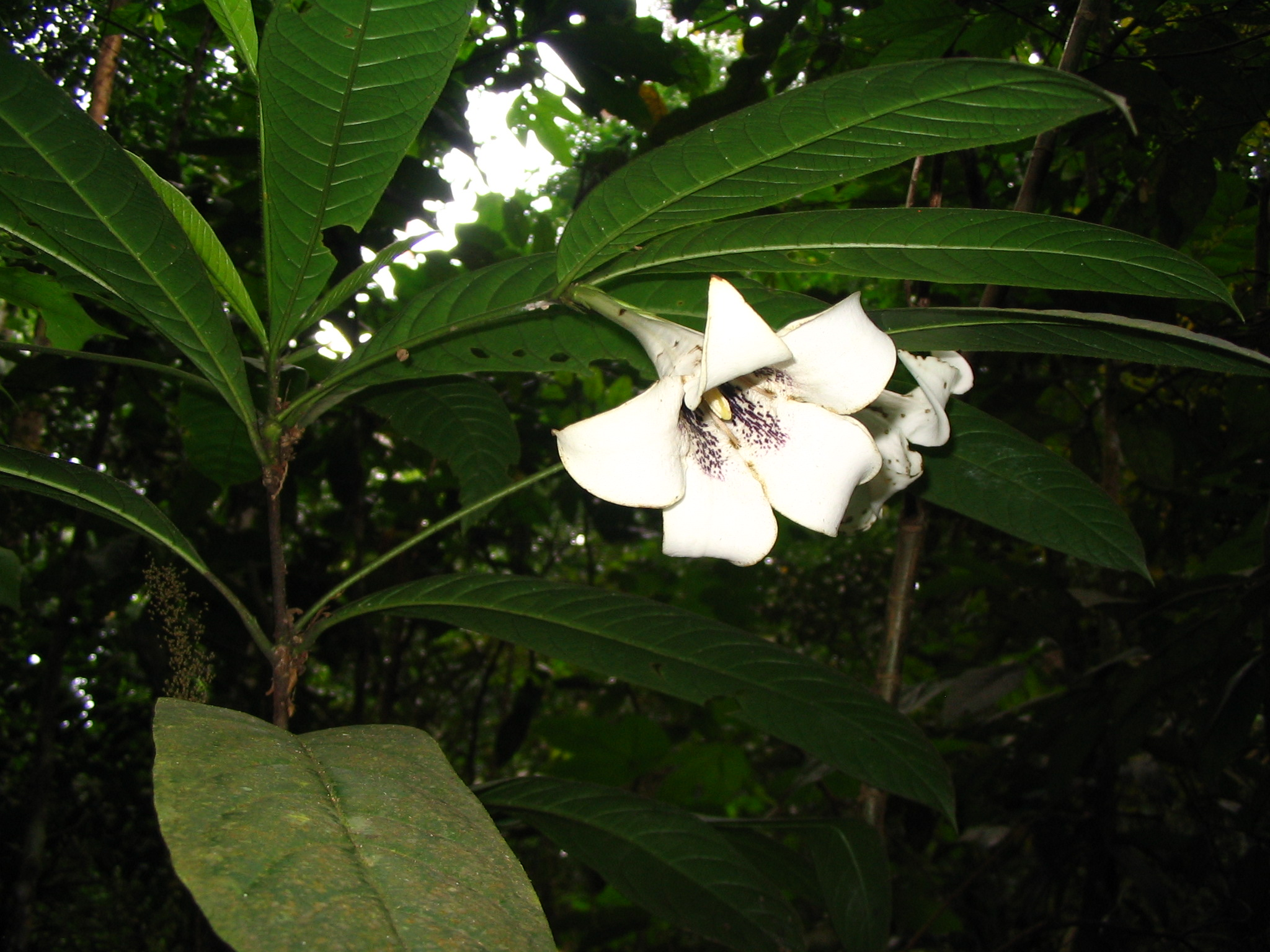
Foglie e fiori di Rothmannia

Le Rubiacee sono rappresentate in tutti i continenti e in tutti i climi, compreso il clima artico; tuttavia il maggior numero di specie è diffuso nelle regioni tropicali e subtropicali.
In Italia le Rubiacee sono rappresentate solo da specie erbacee, appartenenti ai seguenti generi: Asperula, Crucianella,  Cruciata, Galium, Plocama, Rubia, Sherardia, Theligonum  e Valantia.

## Tassonomia
Il sistema Cronquist classificava Rubiaceae e Theligonaceae all'interno dell'ordine Rubiales, che la classificazione APG non riconosce come valido.
La classificazione dell'Angiosperm Phylogeny Group fa confluire in Rubiaceae alcune famiglie che in classificazioni precedenti venivano considerate separatamente (es. Dialypetalanthaceae, Henriqueziaceae, Naucleaceae e Theligonaceae) e inserisce questa famiglia nell'ordine Gentianales.
In passato venivano distinte tre sottofamiglie: Rubioideae, Cinchonoideae e Ixoroideae (sin. Dialypetalanthoideae).
Recenti studi filogenetici hanno portato alla inclusione delle Ixoroideae nelle Cinchonoideae, riducendo così a due il numero delle sottofamiglie.
Secondo la definizione attuale la famiglia comprende più di 10.000 specie, raggruppate in 2 sottofamiglie, 69 tribù e 611 generi:
| - Sottofamiglia Cinchonoideae - Tribù Airospermeae - Airosperma K.Schum. & Lauterb. - Boholia Merr. - Tribù Alberteae - Alberta E.Mey. - Nematostylis Hook.f. - Razafimandimbisonia Kainul. & B.Bremer - Tribù Aleisanthieae - Aleisanthia Ridl. - Aleisanthiopsis Tange - Greeniopsis Merr. - Tribù Augusteae - Augusta Pohl - Guihaiothamnus H.S.Lo - Wendlandia Bartl. ex DC. - Tribù Bertiereae - Bertiera Aubl. - Tribù Chiococceae - Adolphoduckea Paudyal & Delprete - Badusa A.Gray - Bikkia Reinw. ex Blume - Catesbaea L. - Ceratopyxis Hook.f. - Chiococca P.Browne - Coutaportla Urb. - Coutarea Aubl. - Cubanola Aiello - Coutareopsis Paudyal & Delprete - Eosanthe Urb. - Erithalis P.Browne - Exostema (Pers.) Bonpl. - Hintonia Bullock - Isidorea A.Rich. ex DC. - Motleyothamnus Paudyal & Delprete - Nernstia Urb. - Osa Aiello - Phialanthus Griseb. - Portlandia P.Browne - Ramonadoxa Paudyal & Delprete - Salzmannia DC. - Schmidtottia Urb. - Scolosanthus Vahl - Shaferocharis Urb. - Siemensia Urb. - Solenandra Hook.f. - Thiollierea Montrouz. - Thogsennia Aiello - Tribù Chioneae - Chione DC. - Wandersong David W.Taylor - Tribù Cinchoneae - Berghesia Nees - Ciliosemina Antonelli - Cinchona L. - Cinchonopsis L.Andersson - Joosia H.Karst. - Ladenbergia Klotzsch - Maguireocharis Steyerm. - Pimentelia Wedd. - Remijia DC. - Stilpnophyllum Hook.f. - Tribù Coffeeae - Argocoffeopsis Lebrun - Belonophora Hook.f. - Calycosiphonia Pierre ex Robbr. - Coffea L. - Diplospora DC. - Discospermum Dalzell - Empogona Hook.f. - Kupeantha Cheek - Nostolachma T.Durand - Sericanthe Robbr. - Tricalysia A.Rich. ex DC. - Xantonneopsis Pit. - Tribù Cordiereae - Agouticarpa C.H.Perss. - Alibertia A.Rich. ex DC. - Amaioua Aubl. - Botryarrhena Ducke - Cordiera A.Rich. ex DC. - Duroia L.f. - Glossostipula Lorence - Kutchubaea Fisch. ex DC. - Melanopsidium Colla - Riodocea Delprete - Stachyarrhena Hook.f. - Stenosepala C.H.Perss. - Tribù Crossopterygeae - Crossopteryx Fenzl - Tribù Dialypetalantheae - Alseis Schott - Bathysa C.Presl - Bothriospora Hook.f. - Calycophyllum DC. - Capirona Spruce - Chimarrhis Jacq. - Condaminea DC. - Dialypetalanthus Kuhlm. - Dioicodendron Steyerm. - Dolichodelphys K.Schum. & K.Krause - Dolicholobium A.Gray - Didymochlamys Hook.f. - Elaeagia Wedd. - Emmenopterys Oliv. - Ferdinandusa Pohl - Flexanthera Rusby - Hippotis Ruiz & Pav. - Lintersemina Humberto Mend., Celis & M.A.González - Macbrideina Standl. - Macrocnemum P.Browne - Mastixiodendron Melch. - Mussaendopsis Baill. - Parachimarrhis Ducke - Pentagonia Benth. - Picardaea Urb. - Pogonopus Klotzsch - Pinckneya Michx. - Rustia Klotzsch - Schizocalyx Wedd. - Simira Aubl. - Sommera Schltdl. - Tammsia H.Karst. - Warszewiczia Klotzsch - Wittmackanthus Kuntze - Tribù Gardenieae - Adenorandia Vermoesen - Aidia Lour. - Aidiopsis Tirveng. - Alleizettella Pit. - Aoranthe Somers - Atractocarpus Schltr. & K.Krause - Aulacocalyx Hook.f. - Benkara Adans. - Brachytome Hook.f. - Brenania Keay - Bungarimba K.M.Wong - Byrsophyllum Hook.f. - Calochone Keay - Casasia A.Rich. - Catunaregam Wolf - Ceriscoides (Hook.f.) Tirveng. - Coddia Verdc. - Deccania Tirveng. - Dioecrescis Tirveng. - Duperrea Pierre ex Pit. - Euclinia Salisb. - Fosbergia Tirveng. & Sastre - Gardenia J.Ellis - Gardeniopsis Miq. - Genipa L. - Ganguelia Robbr. - Heinsenia K.Schum. - Himalrandia T.Yamaz. - Hyperacanthus E.Mey. ex Bridson - Kailarsenia Tirveng. - Kochummenia K.M.Wong - Larsenaikia Tirveng. - Macrosphyra Hook.f. - Massularia (K.Schum.) Hoyle - Morelia A.Rich. ex DC. - Melanoxerus Kainul. & B.Bremer - Oligocodon Keay - Oxyceros Lour. - Phellocalyx Bridson - Pitardella Tirveng. - Pleiocoryne Rauschert - Porterandia Ridl. - Preussiodora Keay - Pseudaidia Tirveng. - Pseudomantalania J.-F.Leroy - Randia Houst. ex L. - Ridsdalea J.T.Pereira & K.M.Wong - Rosenbergiodendron Fagerl. - Rothmannia Thunb. - Rubovietnamia Tirveng. - Schumanniophyton Harms - Singaporandia K.M.Wong - Sphinctanthus Benth. - Tamilnadia Tirveng. & Sastre - Tarennoidea Tirveng. & Sastre - Tocoyena Aubl. - Vidalasia Tirveng. - Tribù Greeneeae - Greenea Wight & Arn. - Tribù Guettardeae - Achilleanthus J.G.Chavez - Antirhea Comm. ex A.Juss. - Arachnothryx Planch. - Bobea Gaudich. - Chomelia Jacq. - Dichilanthe Thwaites - Gonzalagunia Ruiz & Pav. - Guettarda L. - Guettardella Champ. ex Benth. - Hodgkinsonia F.Muell. - Machaonia Bonpl. - Malanea Aubl. - Neoblakea Standl. - Ottoschmidtia Urb. - Pittoniotis Griseb. - Rogiera Planch. - Stenostomum C.F.Gaertn. - Timonius Rumph. ex DC. - Tinadendron Achille - Tribù Hamelieae - Cosmocalyx Standl. - Deppea Schltdl. & Cham. - Eizia Standl. - Hamelia Jacq. - Hoffmannia Sw. - Omiltemia Standl. - Patima Aubl. - Pinarophyllon Brandegee - Plocaniophyllon Brandegee - Pseudomiltemia Borhidi - Syringantha Standl. - Tribù Henriquezieae - Gleasonia Standl. - Henriquezia Spruce ex Benth. - Platycarpum Bonpl. - Tribù Hillieae - Balmea Martínez - Cosmibuena Ruiz & Pav. - Hillia Jacq. - Tribù Hymenodictyeae - Hymenodictyon Wall. - Paracorynanthe Capuron - Tribù Isertieae - Isertia Schreb. - Kerianthera J.H.Kirkbr. - Tribù Ixoreae - Ixora L. - Tribù Jackieae - Jackiopsis Ridsdale - Zuccarinia Blume - Tribù Mussaendeae - Bremeria Razafim. & Alejandro - Heinsia DC. - Landiopsis Capuron ex Bosser - Mussaenda Burm. ex L. - Neomussaenda Tange - Pseudomussaenda Wernham - Schizomussaenda H.L.Li - Tribù Naucleeae - Adina Salisb. - Breonadia Ridsdale - Breonia A.Rich. ex DC. - Cephalanthus L. - Corynanthe Welw. - Diyaminauclea Ridsdale - Gyrostipula J.-F.Leroy - Janotia J.-F.Leroy - Khasiaclunea Ridsdale - Ludekia Ridsdale - Mitragyna Korth. - Myrmeconauclea Merr. - Nauclea L. - Neolamarckia Bosser - Neonauclea Merr. - Ochreinauclea Ridsdale & Bakh.f. - Uncaria Schreb. - Tribù Octotropideae - Canephora Juss. - Chapelieria A.Rich. ex DC. - Cremaspora Benth. - Cowiea Wernham - Feretia Delile - Fernelia Comm. ex Lam. - Flagenium Baill. - Galiniera Delile - Gallienia Dubard & Dop - Hypobathrum Blume - Hyptianthera Wight & Arn. - Jovetia Guédès - Kraussia Harv. - Lamprothamnus Hiern - Lemyrea (A.Chev.) A.Chev. & Beille - Maschalodesme K.Schum. & Lauterb. - Morindopsis Hook.f. - Nargedia Bedd. - Octotropis Bedd. - Paragenipa Baill. - Petitiocodon Robbr. - Polysphaeria Hook.f. - Pouchetia A.Rich. ex DC. - Pubistylus Thoth. - Ramosmania Tirveng. & Verdc. - Rhadinopus S.Moore - Scyphostachys Thwaites - Villaria Rolfe - Tribù Pavetteae - Cladoceras Bremek. - Coleactina - Coptosperma Hook.f. - Exallosperma De Block - Helictosperma De Block - Homollea Arènes - Kindia Cheek - Leptactina Hook.f. - Nichallea Bridson - Pachystylus K.Schum. - Paracephaelis Baill. - Pavetta L. - Pseudocoptosperma De Block - Robbrechtia De Block - Rutidea DC. - Schizenterospermum Homolle ex Arènes - Tarenna Gaertn. - Tarennella De Block - Tennantia Verdc. - Triflorensia S.T.Reynolds - Tulearia De Block - Tribù Posoquerieae - Molopanthera Turcz. - Posoqueria Aubl. - Tribù Retiniphylleae - Retiniphyllum Bonpl. - Tribù Rondeletieae - Acrobotrys K.Schum. & K.Krause - Acrobotrys K.Schum. & K.Krause - Acrosynanthus Urb. - Acunaeanthus Borhidi, Komlódi & Moncada - Blepharidium Standl. - Donnellyanthus Borhidi - Glionnetia Tirveng. - Habroneuron Standl. - Holstianthus Steyerm. - Jamaicanthus Borhidi - Mazaea Krug & Urb. - Phyllomelia Griseb. - Rachicallis DC. - Roigella Borhidi & M.Fernández - Rondeletia L. - Rovaeanthus Borhidi - Standleya Brade - Stevensia Poit. - Suberanthus Borhidi & M.Fernández - Tainus Torr.-Montúfar, H.Ochot. & Borsch - Tribù Sabiceeae - Hekistocarpa Hook.f. - Pentaloncha Hook.f. - Sabicea Aubl. - Stipularia P.Beauv. - Tamridaea Thulin & B.Bremer - Temnopteryx Hook.f. - Virectaria Bremek. - Tribù Scyphiphoreae - Scyphiphora C.F.Gaertn. - Tribù Sherbournieae - Atractogyne Pierre - Mitriostigma Hochst. - Oxyanthus DC. - Sherbournia G.Don - Tribù Sipaneeae - Chalepophyllum Hook.f. - Dendrosipanea Ducke - Duidania Standl. - Limnosipanea Hook.f. - Maguireothamnus Steyerm. - Neobertiera Wernham - Neblinathamnus Steyerm. - Pseudohamelia Wernham - Pteridocalyx Wernham - Sipanea Aubl. - Sipaneopsis Steyerm. - Steyermarkia Standl. - Tribù Steenisieae - Steenisia Bakh.f. - Tribù Strumpfieae - Strumpfia Jacq. - Tribù Trailliaedoxeae - Trailliaedoxa W.W.Sm. & Forrest - Tribù Vanguerieae - Afrocanthium (Bridson) Lantz & B.Bremer - Bridsonia Verstraete & A.E.van Wyk - Bullockia (Bridson) Razafim., Lantz & B.Bremer - Canthium Lam. - Canthiumera K.M.Wong & Mahyuni - Cuviera DC. - Cyclophyllum Hook.f. - Dibridsonia K.M.Wong - Eriosemopsis Robyns - Everistia S.T.Reynolds & R.J.F.Hend. - Fadogia Schweinf. - Fadogiella Robyns - Globulostylis Wernham - Hutchinsonia Robyns - Kanapia Arriola & Alejandro - Keetia E.Phillips - Meyna Roxb. ex Link - Multidentia Gilli - Peponidium (Baill.) Arènes - Perakanthus Robyns ex Ridl. - Psydrax Gaertn. - Pygmaeothamnus Robyns - Pyrostria Comm. ex A.Juss. - Robynsia Hutch. - Rytigynia Blume - Temnocalyx Robyns - Vangueria Juss. - Vangueriella Verdc. - Vangueriopsis Robyns - Cinchonoideae incertae sedis - Burchellia R.Br. - Didymosalpinx Keay - Mantalania Capuron ex J.-F.Leroy - Monosalpinx N.Hallé - Placocarpa Hook.f. | - Sottofamiglia Rubioideae - Tribù Aitchisonieae - Aitchisonia Hemsl. ex Aitch. - Tribù Anthospermeae - Anthospermum L. - Carpacoce Sond. - Coprosma J.R.Forst. & G.Forst. - Durringtonia R.J.F.Hend. & Guymer - Eleuthranthes F.Muell. ex Benth. - Galopina Thunb. - Leptostigma Arn. - Nenax Gaertn. - Nertera Banks ex Gaertn. - Opercularia Gaertn. - Normandia Hook.f. - Phyllis L. - Pomax Sol. ex DC. - Tribù Argostemmateae - Argostemma Wall. - Leptomischus Drake - Mouretia Pit. - Mycetia Reinw. - Neohymenopogon Bennet - Tribù Clarkelleae - Clarkella Hook.f. - Tribù Colletoecemateae - Colletoecema E.M.A.Petit - Tribù Coussareeae - Bradea Standl. - Coccocypselum P.Browne - Coussarea Aubl. - Cruckshanksia Hook. & Arn. - Declieuxia Kunth - Faramea Aubl. - Heterophyllaea Hook.f. - Hindsia Benth. ex Lindl. - Oreopolus Schltdl. - Tribù Craterispermeae - Craterispermum Benth. - Tribù Cyanoneuroneae - Cyanoneuron Tange - Tribù Danaideae - Danais Comm. ex Vent. - Payera Baill. - Schismatoclada Baker - Tribù Dunnieae - Dunnia Tutcher - Tribù Foonchewieae - Foonchewia R.J.Wang - Tribù Gaertnereae - Gaertnera Lam. - Pagamea Aubl. - Tribù Knoxieae - Batopedina Verdc. - Carphalea Juss. - Chamaepentas Bremek. - Dirichletia Klotzsch - Dolichopentas Kårehed & B.Bremer - Knoxia L. - Otiophora Zucc. - Otomeria Benth. - Paraknoxia Bremek. - Parapentas Bremek. - Pentanisia Harv. - Pentas Benth. - Phyllopentas (Verdc.) Kårehed & B.Bremer - Paracarphalea Razafim., Ferm, B.Bremer & Kårehed - Rhodopentas Kårehed & B.Bremer - Triainolepis Hook.f. - Tribù Lasiantheae - Lasianthus Jack - Paralasianthus H.Zhu - Saldinia A.Rich. ex DC. - Trichostachys Hook.f. - Tribù Mitchelleae - Damnacanthus C.F.Gaertn. - Mitchella L. - Tribù Morindeae - Appunia Hook.f. - Coelopyrena Valeton - Coelospermum Blume - Gynochthodes Blume - Morinda L. - Siphonandrium K.Schum. - Tribù Ophiorrhizeae - Coptophyllum Korth. - Kajewskiella Merr. & L.M.Perry - Klossia Ridl. - Lerchea L. - Neurocalyx Hook. - Ophiorrhiza L. - Tribù Paederieae - Buchozia L'Hér. - Kelloggia Torr. ex Benth. & Hook.f. - Leptodermis Wall. - Paederia L. - Pseudopyxis Miq. - Saprosma Blume - Spermadictyon Roxb. - Xanthophytum Reinw. ex Blume - Tribù Palicoureeae - Carapichea Aubl. - Chassalia Comm. ex Poir. - Ditrichanthus Borhidi, E.Martínez & Ramos - Eumachia DC. - Geophila D.Don - Hymenocoleus Robbr. - Notopleura (Hook.f.) Bremek. - Palicourea Aubl. - Puffia Razafim. & B.Bremer - Rudgea Salisb. - Tromlyca Borhidi - Tribù Perameae - Perama Aubl. - Tribù Putorieae - Plocama Aiton - Tribù Prismatomerideae - Prismatomeris Thwaites - Rennellia Korth. - Tribù Psychotrieae - Amaracarpus Blume - Anthorrhiza C.R.Huxley & Jebb - Calycosia A.Gray - Chaetostachydium Airy Shaw - Dolianthus C.H.Wright - Gillespiea A.C.Sm. - Hedstromia A.C.Sm. - Hydnophytum Jack - Lecariocalyx Bremek. - Myrmecodia Jack - Myrmephytum Becc. - Peripeplus Pierre - Psychotria L. - Ronabea Aubl. - Squamellaria Becc. - Streblosa Korth. - Tobagoa Urb. - Tribù Rubieae - Asperula L. - Callipeltis Steven - Crucianella L. - Cruciata Mill. - Cynanchica P.Caputo & Del Guacchio - Didymaea Hook.f. - Galium L. - × Galiasperula Ronniger - Hexaphylla (Klokov) P.Caputo & Del Guacchio - Mericarpaea Boiss. - Microphysa Schrenk - Phuopsis (Griseb.) Hook.f. - Pseudogalium L.E Yang, Z.L.Nie & H.Sun - Rubia L. - Sherardia L. - Thliphthisa (Griseb.) P.Caputo & Del Guacchio - Valantia L. - Tribù Schizocoleeae - Schizocolea Bremek. - Tribù Schradereae - Lecananthus Jack - Leucocodon Gardner - Schradera Vahl - Tribù Seychelleeae - Seychellea Razafim., Kainul. & Rydin - Tribù Spermacoceae - Agathisanthemum Klotzsch - Amphiasma Bremek. - Amphistemon Groeninckx - Anthospermopsis (K.Schum.) J.H.Kirkbr. - Arcytophyllum Willd. - Astiella Jovet - Bouvardia Salisb. - Carajasia R.M.Salas, E.L.Cabral & Dessein - Carterella Terrell - Conostomium (Stapf) Cufod. - Cordylostigma Groeninckx & Dessein - Crusea Schltdl. & Cham. - Denscantia E.L.Cabral & Bacigalupo - Dentella J.R.Forst. & G.Forst. - Dibrachionostylus Bremek. - Diodia L. - Dolichometra K.Schum. - Debia Neupane & N.Wikstr. - Diacrodon Sprague - Diadorimia J.A.M.Carmo, Florentín & R.M.Salas - Dimetia (Wight & Arn.) Meisn. - Dolichocarpa K.L.Gibbons - Edrastima Raf. - Emmeorhiza Pohl ex Endl. - Ernodea Sw. - Exallage Bremek. - Galianthe Griseb. - Gomphocalyx Baker - Hedyotis L. - Hedythyrsus Bremek. - Houstonia Gronov. - Hydrophylax L.f. - Hexasepalum Bartl. ex DC. - Involucrella (Benth. & Hook.f.) Neupane & N.Wikstr. - Kadua Cham. & Schltdl. - Kohautia Cham. & Schltdl. - Lathraeocarpa Bremek. - Lelya Bremek. - Leptopetalum Hook. & Arn. - Leptoscela Hook.f. - Lucya DC. - Manettia Mutis ex L. - Manostachya Bremek. - Micrasepalum Urb. - Mitracarpus Zucc. - Mitrasacmopsis Jovet - Martensianthus Borhidi & Lozada-Pérez - Merumea Steyerm. - Mexotis Terrell & H.Rob. - Nodocarpaea A.Gray - Neanotis W.H.Lewis - Nesohedyotis (Hook.f.) Bremek. - Oldenlandia L. - Oldenlandiopsis Terrell & W.H.Lewis - Paganuccia R.M.Salas - Parainvolucrella R.J.Wang - Pentodon Hochst. - Pentanopsis Rendle - Paranotis Pedley ex K.L.Gibbons - Phialiphora Groeninckx - Phyllocrater Wernham - Phylohydrax Puff - Polyura Hook.f. - Pseudonesohedyotis Tennant - Planaltina R.M.Salas & E.L.Cabral - Richardia L. - Sacosperma G.Taylor - Schwendenera K.Schum. - Scleromitrion (Wight & Arn.) Meisn. - Spermacoce L. - Staelia Cham. & Schltdl. - Stenaria (Raf.) Terrell - Stenotis Terrell - Stephanococcus Bremek. - Synaptantha Hook.f. - Tapanhuacanga Vell. ex Vand. - Tessiera DC. - Thamnoldenlandia Groeninckx - Tortuella Urb. - Tribù Theligoneae - Theligonum L. - Tribù Urophylleae - Amphidasya Standl. - Antherostele Bremek. - Crobylanthe Bremek. - Didymopogon Bremek. - Lepidostoma Bremek. - Leucolophus Bremek. - Pauridiantha Hook.f. - Praravinia Korth. - Raritebe Wernham - Rhaphidura Bremek. - Stichianthus Valeton - Urophyllum Wall. - Rubioideae incertae sedis - Aphanocarpus Steyerm. - Coccochondra Rauschert - Coryphothamnus Steyerm. - Pagameopsis Steyerm. |
| - Sottofamiglia Cinchonoideae - Tribù Airospermeae - Airosperma K.Schum. & Lauterb. - Boholia Merr. - Tribù Alberteae - Alberta E.Mey. - Nematostylis Hook.f. - Razafimandimbisonia Kainul. & B.Bremer - Tribù Aleisanthieae - Aleisanthia Ridl. - Aleisanthiopsis Tange - Greeniopsis Merr. - Tribù Augusteae - Augusta Pohl - Guihaiothamnus H.S.Lo - Wendlandia Bartl. ex DC. - Tribù Bertiereae - Bertiera Aubl. - Tribù Chiococceae - Adolphoduckea Paudyal & Delprete - Badusa A.Gray - Bikkia Reinw. ex Blume - Catesbaea L. - Ceratopyxis Hook.f. - Chiococca P.Browne - Coutaportla Urb. - Coutarea Aubl. - Cubanola Aiello - Coutareopsis Paudyal & Delprete - Eosanthe Urb. - Erithalis P.Browne - Exostema (Pers.) Bonpl. - Hintonia Bullock - Isidorea A.Rich. ex DC. - Motleyothamnus Paudyal & Delprete - Nernstia Urb. - Osa Aiello - Phialanthus Griseb. - Portlandia P.Browne - Ramonadoxa Paudyal & Delprete - Salzmannia DC. - Schmidtottia Urb. - Scolosanthus Vahl - Shaferocharis Urb. - Siemensia Urb. - Solenandra Hook.f. - Thiollierea Montrouz. - Thogsennia Aiello - Tribù Chioneae - Chione DC. - Wandersong David W.Taylor - Tribù Cinchoneae - Berghesia Nees - Ciliosemina Antonelli - Cinchona L. - Cinchonopsis L.Andersson - Joosia H.Karst. - Ladenbergia Klotzsch - Maguireocharis Steyerm. - Pimentelia Wedd. - Remijia DC. - Stilpnophyllum Hook.f. - Tribù Coffeeae - Argocoffeopsis Lebrun - Belonophora Hook.f. - Calycosiphonia Pierre ex Robbr. - Coffea L. - Diplospora DC. - Discospermum Dalzell - Empogona Hook.f. - Kupeantha Cheek - Nostolachma T.Durand - Sericanthe Robbr. - Tricalysia A.Rich. ex DC. - Xantonneopsis Pit. - Tribù Cordiereae - Agouticarpa C.H.Perss. - Alibertia A.Rich. ex DC. - Amaioua Aubl. - Botryarrhena Ducke - Cordiera A.Rich. ex DC. - Duroia L.f. - Glossostipula Lorence - Kutchubaea Fisch. ex DC. - Melanopsidium Colla - Riodocea Delprete - Stachyarrhena Hook.f. - Stenosepala C.H.Perss. - Tribù Crossopterygeae - Crossopteryx Fenzl - Tribù Dialypetalantheae - Alseis Schott - Bathysa C.Presl - Bothriospora Hook.f. - Calycophyllum DC. - Capirona Spruce - Chimarrhis Jacq. - Condaminea DC. - Dialypetalanthus Kuhlm. - Dioicodendron Steyerm. - Dolichodelphys K.Schum. & K.Krause - Dolicholobium A.Gray - Didymochlamys Hook.f. - Elaeagia Wedd. - Emmenopterys Oliv. - Ferdinandusa Pohl - Flexanthera Rusby - Hippotis Ruiz & Pav. - Lintersemina Humberto Mend., Celis & M.A.González - Macbrideina Standl. - Macrocnemum P.Browne - Mastixiodendron Melch. - Mussaendopsis Baill. - Parachimarrhis Ducke - Pentagonia Benth. - Picardaea Urb. - Pogonopus Klotzsch - Pinckneya Michx. - Rustia Klotzsch - Schizocalyx Wedd. - Simira Aubl. - Sommera Schltdl. - Tammsia H.Karst. - Warszewiczia Klotzsch - Wittmackanthus Kuntze - Tribù Gardenieae - Adenorandia Vermoesen - Aidia Lour. - Aidiopsis Tirveng. - Alleizettella Pit. - Aoranthe Somers - Atractocarpus Schltr. & K.Krause - Aulacocalyx Hook.f. - Benkara Adans. - Brachytome Hook.f. - Brenania Keay - Bungarimba K.M.Wong - Byrsophyllum Hook.f. - Calochone Keay - Casasia A.Rich. - Catunaregam Wolf - Ceriscoides (Hook.f.) Tirveng. - Coddia Verdc. - Deccania Tirveng. - Dioecrescis Tirveng. - Duperrea Pierre ex Pit. - Euclinia Salisb. - Fosbergia Tirveng. & Sastre - Gardenia J.Ellis - Gardeniopsis Miq. - Genipa L. - Ganguelia Robbr. - Heinsenia K.Schum. - Himalrandia T.Yamaz. - Hyperacanthus E.Mey. ex Bridson - Kailarsenia Tirveng. - Kochummenia K.M.Wong - Larsenaikia Tirveng. - Macrosphyra Hook.f. - Massularia (K.Schum.) Hoyle - Morelia A.Rich. ex DC. - Melanoxerus Kainul. & B.Bremer - Oligocodon Keay - Oxyceros Lour. - Phellocalyx Bridson - Pitardella Tirveng. - Pleiocoryne Rauschert - Porterandia Ridl. - Preussiodora Keay - Pseudaidia Tirveng. - Pseudomantalania J.-F.Leroy - Randia Houst. ex L. - Ridsdalea J.T.Pereira & K.M.Wong - Rosenbergiodendron Fagerl. - Rothmannia Thunb. - Rubovietnamia Tirveng. - Schumanniophyton Harms - Singaporandia K.M.Wong - Sphinctanthus Benth. - Tamilnadia Tirveng. & Sastre - Tarennoidea Tirveng. & Sastre - Tocoyena Aubl. - Vidalasia Tirveng. - Tribù Greeneeae - Greenea Wight & Arn. - Tribù Guettardeae - Achilleanthus J.G.Chavez - Antirhea Comm. ex A.Juss. - Arachnothryx Planch. - Bobea Gaudich. - Chomelia Jacq. - Dichilanthe Thwaites - Gonzalagunia Ruiz & Pav. - Guettarda L. - Guettardella Champ. ex Benth. - Hodgkinsonia F.Muell. - Machaonia Bonpl. - Malanea Aubl. - Neoblakea Standl. - Ottoschmidtia Urb. - Pittoniotis Griseb. - Rogiera Planch. - Stenostomum C.F.Gaertn. - Timonius Rumph. ex DC. - Tinadendron Achille - Tribù Hamelieae - Cosmocalyx Standl. - Deppea Schltdl. & Cham. - Eizia Standl. - Hamelia Jacq. - Hoffmannia Sw. - Omiltemia Standl. - Patima Aubl. - Pinarophyllon Brandegee - Plocaniophyllon Brandegee - Pseudomiltemia Borhidi - Syringantha Standl. - Tribù Henriquezieae - Gleasonia Standl. - Henriquezia Spruce ex Benth. - Platycarpum Bonpl. - Tribù Hillieae - Balmea Martínez - Cosmibuena Ruiz & Pav. - Hillia Jacq. - Tribù Hymenodictyeae - Hymenodictyon Wall. - Paracorynanthe Capuron - Tribù Isertieae - Isertia Schreb. - Kerianthera J.H.Kirkbr. - Tribù Ixoreae - Ixora L. - Tribù Jackieae - Jackiopsis Ridsdale - Zuccarinia Blume - Tribù Mussaendeae - Bremeria Razafim. & Alejandro - Heinsia DC. - Landiopsis Capuron ex Bosser - Mussaenda Burm. ex L. - Neomussaenda Tange - Pseudomussaenda Wernham - Schizomussaenda H.L.Li - Tribù Naucleeae - Adina Salisb. - Breonadia Ridsdale - Breonia A.Rich. ex DC. - Cephalanthus L. - Corynanthe Welw. - Diyaminauclea Ridsdale - Gyrostipula J.-F.Leroy - Janotia J.-F.Leroy - Khasiaclunea Ridsdale - Ludekia Ridsdale - Mitragyna Korth. - Myrmeconauclea Merr. - Nauclea L. - Neolamarckia Bosser - Neonauclea Merr. - Ochreinauclea Ridsdale & Bakh.f. - Uncaria Schreb. - Tribù Octotropideae - Canephora Juss. - Chapelieria A.Rich. ex DC. - Cremaspora Benth. - Cowiea Wernham - Feretia Delile - Fernelia Comm. ex Lam. - Flagenium Baill. - Galiniera Delile - Gallienia Dubard & Dop - Hypobathrum Blume - Hyptianthera Wight & Arn. - Jovetia Guédès - Kraussia Harv. - Lamprothamnus Hiern - Lemyrea (A.Chev.) A.Chev. & Beille - Maschalodesme K.Schum. & Lauterb. - Morindopsis Hook.f. - Nargedia Bedd. - Octotropis Bedd. - Paragenipa Baill. - Petitiocodon Robbr. - Polysphaeria Hook.f. - Pouchetia A.Rich. ex DC. - Pubistylus Thoth. - Ramosmania Tirveng. & Verdc. - Rhadinopus S.Moore - Scyphostachys Thwaites - Villaria Rolfe - Tribù Pavetteae - Cladoceras Bremek. - Coleactina - Coptosperma Hook.f. - Exallosperma De Block - Helictosperma De Block - Homollea Arènes - Kindia Cheek - Leptactina Hook.f. - Nichallea Bridson - Pachystylus K.Schum. - Paracephaelis Baill. - Pavetta L. - Pseudocoptosperma De Block - Robbrechtia De Block - Rutidea DC. - Schizenterospermum Homolle ex Arènes - Tarenna Gaertn. - Tarennella De Block - Tennantia Verdc. - Triflorensia S.T.Reynolds - Tulearia De Block - Tribù Posoquerieae - Molopanthera Turcz. - Posoqueria Aubl. - Tribù Retiniphylleae - Retiniphyllum Bonpl. - Tribù Rondeletieae - Acrobotrys K.Schum. & K.Krause - Acrobotrys K.Schum. & K.Krause - Acrosynanthus Urb. - Acunaeanthus Borhidi, Komlódi & Moncada - Blepharidium Standl. - Donnellyanthus Borhidi - Glionnetia Tirveng. - Habroneuron Standl. - Holstianthus Steyerm. - Jamaicanthus Borhidi - Mazaea Krug & Urb. - Phyllomelia Griseb. - Rachicallis DC. - Roigella Borhidi & M.Fernández - Rondeletia L. - Rovaeanthus Borhidi - Standleya Brade - Stevensia Poit. - Suberanthus Borhidi & M.Fernández - Tainus Torr.-Montúfar, H.Ochot. & Borsch - Tribù Sabiceeae - Hekistocarpa Hook.f. - Pentaloncha Hook.f. - Sabicea Aubl. - Stipularia P.Beauv. - Tamridaea Thulin & B.Bremer - Temnopteryx Hook.f. - Virectaria Bremek. - Tribù Scyphiphoreae - Scyphiphora C.F.Gaertn. - Tribù Sherbournieae - Atractogyne Pierre - Mitriostigma Hochst. - Oxyanthus DC. - Sherbournia G.Don - Tribù Sipaneeae - Chalepophyllum Hook.f. - Dendrosipanea Ducke - Duidania Standl. - Limnosipanea Hook.f. - Maguireothamnus Steyerm. - Neobertiera Wernham - Neblinathamnus Steyerm. - Pseudohamelia Wernham - Pteridocalyx Wernham - Sipanea Aubl. - Sipaneopsis Steyerm. - Steyermarkia Standl. - Tribù Steenisieae - Steenisia Bakh.f. - Tribù Strumpfieae - Strumpfia Jacq. - Tribù Trailliaedoxeae - Trailliaedoxa W.W.Sm. & Forrest - Tribù Vanguerieae - Afrocanthium (Bridson) Lantz & B.Bremer - Bridsonia Verstraete & A.E.van Wyk - Bullockia (Bridson) Razafim., Lantz & B.Bremer - Canthium Lam. - Canthiumera K.M.Wong & Mahyuni - Cuviera DC. - Cyclophyllum Hook.f. - Dibridsonia K.M.Wong - Eriosemopsis Robyns - Everistia S.T.Reynolds & R.J.F.Hend. - Fadogia Schweinf. - Fadogiella Robyns - Globulostylis Wernham - Hutchinsonia Robyns - Kanapia Arriola & Alejandro - Keetia E.Phillips - Meyna Roxb. ex Link - Multidentia Gilli - Peponidium (Baill.) Arènes - Perakanthus Robyns ex Ridl. - Psydrax Gaertn. - Pygmaeothamnus Robyns - Pyrostria Comm. ex A.Juss. - Robynsia Hutch. - Rytigynia Blume - Temnocalyx Robyns - Vangueria Juss. - Vangueriella Verdc. - Vangueriopsis Robyns - Cinchonoideae incertae sedis - Burchellia R.Br. - Didymosalpinx Keay - Mantalania Capuron ex J.-F.Leroy - Monosalpinx N.Hallé - Placocarpa Hook.f. | - Tribù incertae sedis - Tribù Coptosapelteae - Acranthera Arn. ex Meisn. - Coptosapelta Korth. - Tribù Luculieae - Luculia Sweet - Generi incertae sedis - Benzonia Schumach. - Etericius Desv. - Fergusonia Hook.f. - Pseudodiplospora Deb - Riqueuria Ruiz & Pav. - Shaolinchiana S.S.Ying - Streblosiopsis Valeton - Stylosiphonia Brandegee - Tangshuia S.S.Ying |

## Importanza economica

### Usi alimentari
Nella famiglia delle Rubiacee, il genere che ha di gran lunga la maggiore importanza economica è certamente il genere Coffea (il caffè), in particolare con le specie Coffea arabica e Coffea canephora (sin. C. robusta).
Un buon numero di altre specie produce frutti commestibili, usati localmente.
Il seguente è un elenco presumibilmente incompleto, basato sui dati della Purdue University e di GRIN:
- Borojoa patinoi, America latina;
- Canthium parviflorum, India;
- Coprosma hirtella e altre specie congeneri, Australia;
- Diplospora malaccensis (per bevande), Indocina, Indonesia;
- Discospermum singulare (per bevande), Asia sud-orientale;
- Gardenia erubescens, Nigeria;
- Gardenia lutea (solo i semi), Africa;
- Morinda citrifolia (noni), coltivata nelle regioni tropicali di tutti i continenti e commercializzata anche in Europa come succo;
- Morinda umbellata, India;
- Nauclea latifolia, Africa;
- Neolamarckia cadamba (sin. Nauclea cadamba, Anthocephalus cadamba) (kadamba), India;
- Pavetta crassipes (solo le foglie), Africa;
- Randia dumetorum (gengua), India, e altre specie congeneri;
- Spermacoca hispida (solo i semi), India;
- Uncaria homomalla (per bevande), Africa;
- Vangueria madagascarensis (voa vanguer) e Vangueria infausta, Africa.

I semi di Galium verum sono stati usati anche in Europa per preparare bevande simili al caffè in situazioni di necessità. In Cina vengono consumate le foglie e i germogli.
Casi particolari di commestibilità sono rappresentati dai generi Crataerispermum (corteccia) e Musaenda (fiori).

### Usi non alimentari
Grandissima è l'importanza ornamentale del genere Gardenia, usato largamente anche nei climi temperati. Diversi altri generi (p.es. Rubia, Mitchella, Coprosma) sono usati per scopi ornamentali.
Nei climi tropicali, alcune specie hanno importanza come alberi ornamentali, p.es. per alberature stradali o per giardini (p.es. Neolamarckia cadamba).
Molte specie hanno proprietà medicinali. Tra queste hanno un ruolo di primo piano Cinchona , utilizzata per la produzione di chinino, e Carapichea ipecacuanha (sin. Psycotria ipecacuanha), utilizzata per la produzione di ipecac.
Infine, nei climi tropicali alcune specie sono utilizzate per la produzione di legname.